# Aglomeracja lubelska

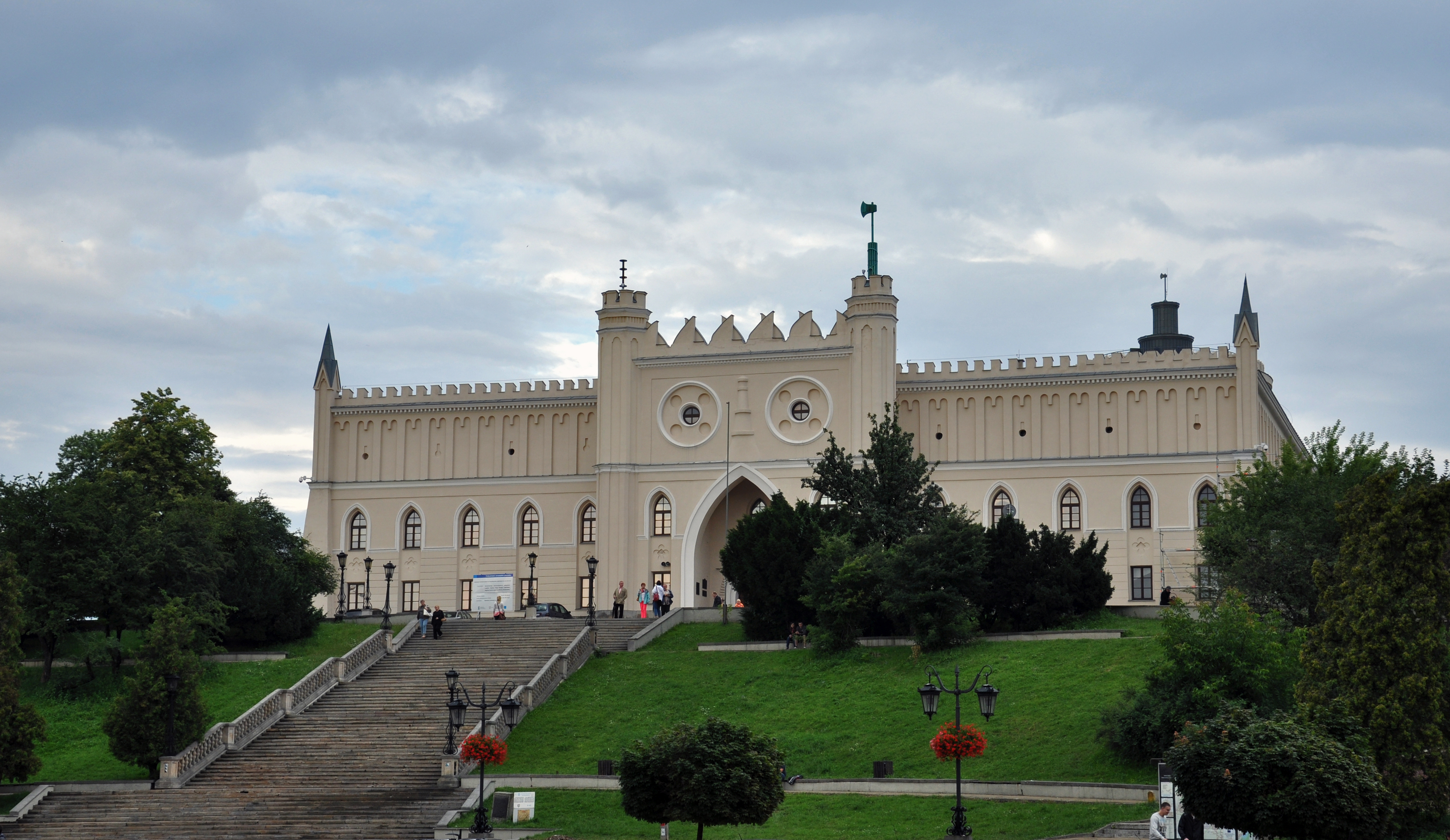
Lublin

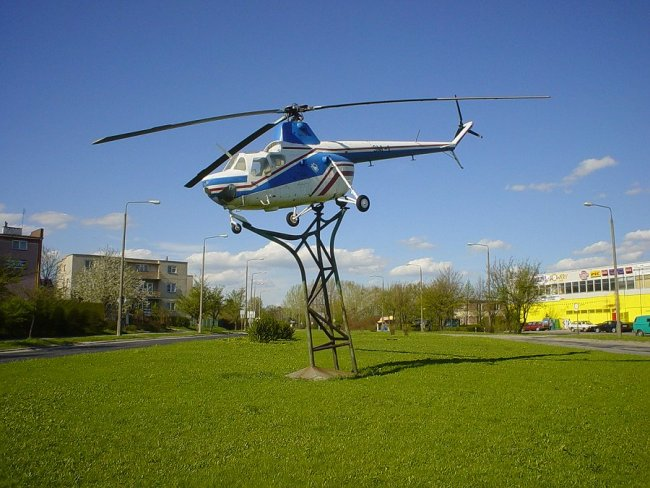
Świdnik

Aglomeracja lubelska – aglomeracja monocentryczna we wschodniej Polsce, w województwie lubelskim, obejmująca miasto centralne Lublin oraz okoliczne zurbanizowane gminy. W zależności od koncepcji i przyjętych kryteriów delimitacji obszarów podaje się, że liczba ludności zamieszkującej aglomerację wynosi od powyżej 400 do powyżej 600 tys. osób.

## Koncepcje aglomeracji lubelskiej

### PZP województwa z 2002
Według planu zagospodarowania przestrzennego województwa lubelskiego z 2002, w którym przyjęto perspektywę roku 2030, centrum aglomeracji będzie tworzyć Lubelski Zespół Miejski (Lublin i Świdnik, o łącznej liczbie ludności przekraczającej 500 tys.). Ośrodkami węzłowymi mają być miejscowości posiadające w 2002 status miasta: Bełżyce, Bychawa, Lubartów, Łęczna, Nałęczów i Piaski oraz miejscowości, które w 2002 takiego statusu nie miały: Garbów, Kurów i Markuszów (mające w sumie ponad 90 tys. mieszkańców).
Według PZP z 2002 w skład obszaru aglomeracji wchodzi także 29 gmin: Bełżyce, Borzechów, Bychawa, Fajsławice, Garbów, Głusk, Jastków, Jabłonna, Kamionka, Kurów, Konopnica, Lubartów, Ludwin, Łęczna, Mełgiew, Milejów, Markuszów, Nałęczów, Niedrzwica Duża, Niedźwiada, Niemce, Ostrówek, Puchaczów, Piaski, Serniki, Spiczyn, Strzyżewice, Wólka oraz Wojciechów. W sumie w 2030 ma je zamieszkiwać ponad 200 tys. osób. Przewidywano, że w 2030 obszar aglomeracji lubelskiej będzie zamieszkiwało ponad 700 tys. osób.
Głównym kierunkiem rozwoju aglomeracji lubelskiej według PZP z 2002 powinno być podniesienie Lublina do rangi ośrodka o znaczeniu europejskim (łączącego Polskę z Ukrainą i Białorusią). Autorzy PZP opowiedzieli się za stworzeniem studium przestrzennego aglomeracji, w którym opracowano by m.in. kwestie rozwoju gospodarczego i ochrony przyrody oraz zawarto by plan utworzenia „zielonego kołnierza” wokół aglomeracji.

### Koncepcja Swianiewicza i Klimskiej z 2005
W 2005 Paweł Swianiewicz i Urszula Klimska wyznaczyli obszar aglomeracji z miastem centralnym Lublinem oraz przyległych 18 gmin. Obszar ten w 2002 zamieszkiwało 564 tys. osób. Przy wyznaczaniu aglomeracji przeprowadzono delimitację obszarów przyległych, uwzględniając saldo migracji w latach 1998–2002, gęstość zaludnienia (w 2002), współczynnik zatrudnienia związany z natężeniem dojazdów.
| Gmina                 | Liczba ludności (2010-12-31) [osób] | Powierzchnia (2011-01-01) [km²] | Gęstość zaludnienia [osób/km²] |
| --------------------- | ----------------------------------- | ------------------------------- | ------------------------------ |
| Lublin                | 348450                              | 147,45                          | 2363,17                        |
| gmina Garbów          | 8977                                | 102,62                          | 87,48                          |
| gmina Głusk           | 8579                                | 64,25                           | 133,53                         |
| gmina Jabłonna        | 7695                                | 131,21                          | 58,65                          |
| gmina Jastków         | 13088                               | 113,13                          | 115,69                         |
| gmina Konopnica       | 11870                               | 93,07                           | 127,54                         |
| gmina Ludwin          | 5128                                | 122,17                          | 41,97                          |
| gmina Łęczna          | 24502                               | 75,14                           | 326,08                         |
| gmina Mełgiew         | 8970                                | 94,85                           | 94,57                          |
| gmina Milejów         | 9250                                | 116,54                          | 79,37                          |
| gmina Niedrzwica Duża | 11429                               | 106,73                          | 107,08                         |
| gmina Niemce          | 17678                               | 141,11                          | 125,28                         |
| gmina Piaski          | 10637                               | 169,86                          | 62,62                          |
| gmina Spiczyn         | 5503                                | 83,15                           | 66,18                          |
| gmina Strzyżewice     | 7651                                | 108,79                          | 70,33                          |
| Świdnik               | 39851                               | 20,35                           | 1958,28                        |
| gmina Trawniki        | 9141                                | 84,16                           | 108,61                         |
| gmina Wojciechów      | 5903                                | 80,79                           | 73,07                          |
| gmina Wólka           | 10507                               | 72,75                           | 144,43                         |
| Razem (aglomeracja)   | 564809                              | 1928,12                         | 292,93                         |

### Koncepcja Paryska z 2008
W 2008 Jerzy Jan Parysek przedstawił koncepcję, według której w skład aglomeracji lubelskiej wchodzą: Lublin, Świdnik, Łęczna i Wólka. Wskazał, że aglomeracja jest we wstępnej fazie rozwojowej, a jej obszar zamieszkuje 0,5 mln osób.

### Inne koncepcje
Inne koncepcje aglomeracji, obszaru funkcjonalnego, zespołu miejskiego Lublina:
- według programu ESPON obszar funkcjonalny Lublina (FUA, ang. Functional Urban Area) w 2002 zamieszkiwało 451 tys. osób[6],
- według Eurostat w 2001 (LUZ Lublin, ang. Larger Urban Zone) – 651 518 mieszkańców i obszar 2883,32 km²[7][8], które dane przyjął też T. Markowski[9],
- według Eurostat w 2004 (LUZ Lublin, ang. Larger Urban Zone) – 652 642 mieszkańców i obszar 2883,32 km²[8][7].

## Lubelski Obszar Metropolitalny

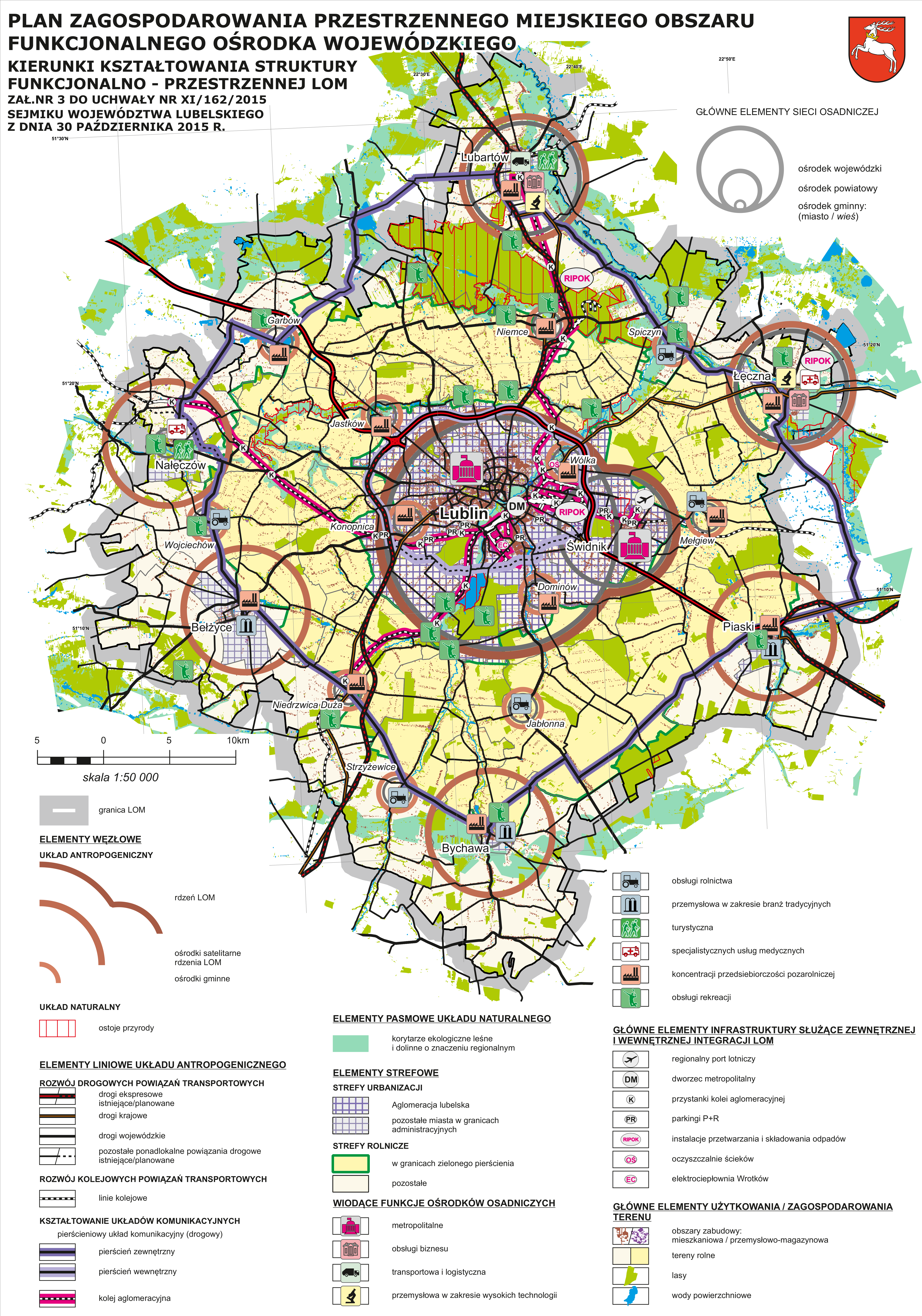
Kierunki kształtowania struktury funkcjonalno-przestrzennej LOM (2015)

7 czerwca 2008 prezydent Lublina oraz przedstawiciele władz samorządów z obszaru 4 powiatów: lubelskiego, lubartowskiego, łęczyńskiego i świdnickiego podpisali umowę, która regulowała zasady wspólnego aplikowania i realizacji projektu „Lubelski Obszar Metropolitalny – Przyjazny Inwestorom”. Za główny cel projektu przyjęto zbudowanie partnerstwa pomiędzy Lublinem i okolicznymi samorządami jednostek terytorialnych, z zamiarem promowania ich obszaru jako miejsca atrakcyjnego do lokowania inwestycji. Obszar samorządów umowy partnerskiej określono jako „Lubelski Obszar Metropolitalny”.
W centrum aglomeracji znajdują się Lublin i Świdnik. W promieniu ok. 30 km od rdzenia znajdują się 24 gminy, w tym 6 miast satelickich (Bełżyce, Bychawa, Lubartów, Łęczna, Nałęczów, Piaski). Na tym obszarze rozwijają się procesy aglomeracyjne. Według statystyk z 2014 Lublin i cztery okoliczne powiaty zamieszkiwało 712 tys. osób.
W „Studium urbanizacji Lubelskiego Obszaru Metropolitalnego” z 2009 oprócz LOM zbadano także obszar gmin: Fajsławice (należącej do powiatu krasnostawskiego), Kurów, Markuszów i Nałęczów (należących do powiatu puławskiego). Autorzy opracowania przedstawili trzy warianty delimitacji LOM i opowiedzieli się za ostatnim z nich. Według tej koncepcji w skład LOM weszłyby 22 gminy: Lublin i Świdnik (jako rdzeń LOM), z powiatu lubartowskiego tylko miasto i gmina wiejska Lubartów, z powiatu łęczyńskiego gminy: Łęczna, Milejów, Puchaczów i Spiczyn, z powiatu świdnickiego gminy: Piaski i Mełgiew, cały powiat lubelski oprócz gmin: Borzechów, Krzczonów, Wysokie i Zakrzew, ponadto gmina Nałęczów. Liczba ludności tak delimitowanej aglomeracji wynosiła ok. 516 tys.
Porozumienie LOM nie przyniosło spodziewanych rezultatów co do ożywionej współpracy między gminami. Brakowało także wcześniejszych doświadczeń we współpracy samorządów. Potrzebę wspólnych działań częściowo zrekompensowała realizacja Zintegrowanych Inwestycji Terytorialnych, które objęły 1/3 gmin LOM.